# La familia perfecta
La familia perfecta es una película española cómica de 2021 dirigida por Arantxa Echevarría y protagonizada por Belén Rueda, José Coronado, Carolina Yuste, Gonzalo de Castro, Gonzalo Ramos y Pepa Aniorte.

## Sinopsis
Lucía (Belén Rueda) cree llevar una vida modélica y tenerlo todo bajo control. Desde que se casó volcó todos sus esfuerzos en el cuidado de su familia hasta conseguir lo que para ella es el ideal de una familia perfecta. Sin embargo, todo comienza a derrumbarse el día que aparece Sara (Carolina Yuste), la novia de su hijo: una chica joven, libre y deslenguada, y con ella una familia política muy diferente a la idea que Lucía siempre soñó para su hijo. A partir de ese momento, Lucía descubrirá que la familia perfecta no era exactamente lo que ella pensaba.

## Reparto
- Belén Rueda como Lucía Abad Guarnido
- José Coronado como Miguel Martínez
- Gonzalo de Castro como Ernesto Fermonsel
- Pepa Aniorte como Amparo Pérez Soria
- Carolina Yuste como Sara Martínez Pérez
- Gonzalo Ramos como Pablo Fermonsel Abad
- Lalo Tenorio como Toni Martínez Pérez
- Jesús Vidal como Don Custodio
- María Hervás como Olmedo
- Huichi Chiu como Trini
- Belén Fabra como Gloria
- Israel Elejalde como Conductor
- Lola Marceli como Victoria
- Lucía Delgado como Fabiola
- Pepe Ocio como Miguel Ángel
- Mala Rodríguez como ella misma

## Producción
La película es el segundo largometraje de Arantxa Echevarría, tras la premiada Carmen y Lola (2018). La cineasta y su equipo tuvieron claros a los actores que interpretarían a Lucía (Belén Rueda), Miguel (José Coronado) y Sara (Carolina Yuste) desde el primer momento, con tan solo leer el guion. El rodaje comenzó en septiembre de 2020 y se alargó durante siete semanas, concluyendo en Madrid en octubre del mismo año. La película se estrenó en cines el 3 de diciembre de 2021.